# Jacquerie

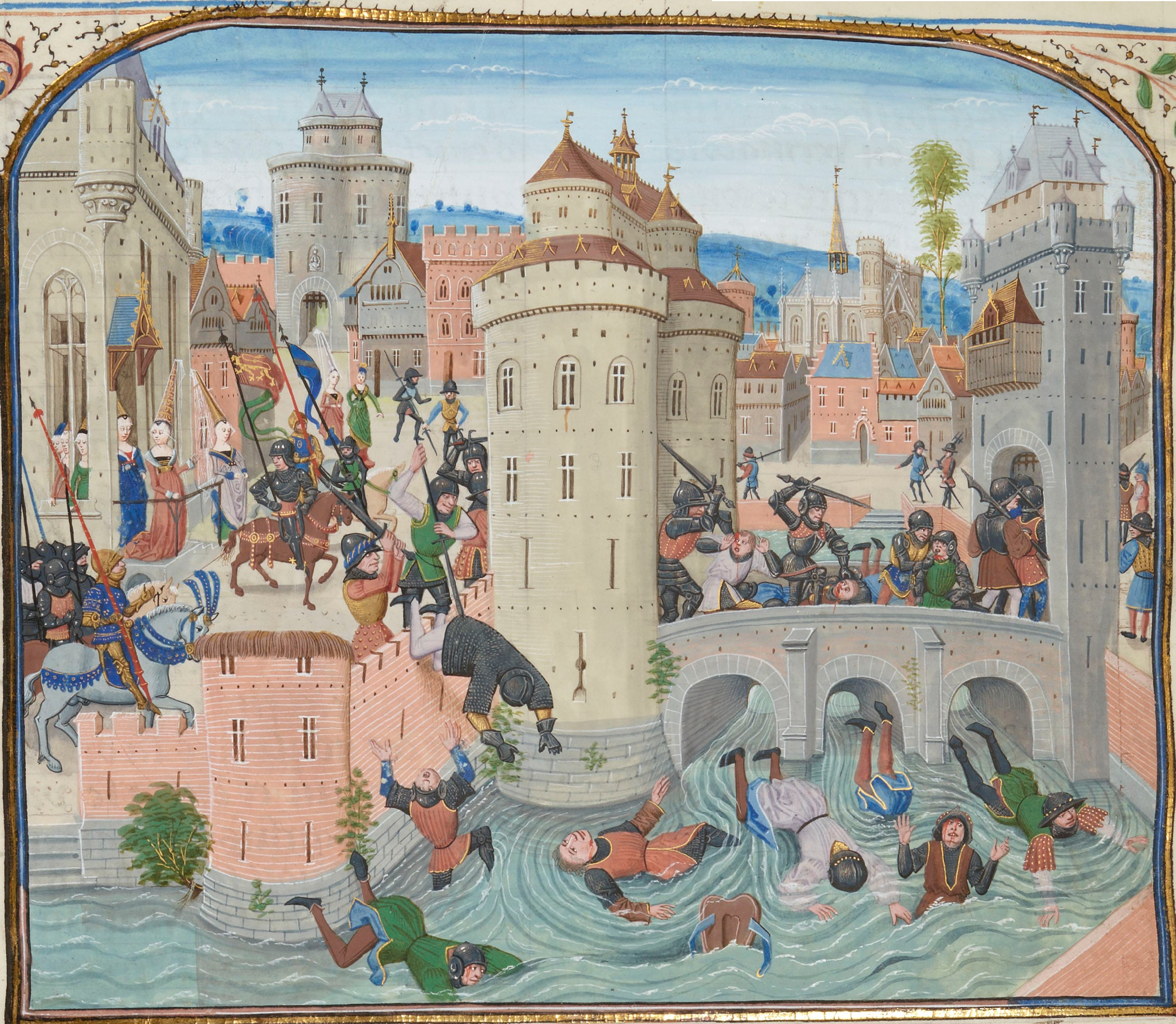
Massakern vid Meaux blev slutet på La Jacquerie. Numerärt underlägsna bepansrade riddare hade ingen svårighet att spräcka rebellernas linje och de dåligt rustade bönderna spridde sig åt alla håll, förföljda av riddarna som högg ner dem en efter en. Medeltida illustration till Froissarts krönika.

Jacquerie var en bonderesning som ägde rum i norra Frankrike under hundraårskriget 1358.

## Bakgrund
Bondresningen startades som en reaktion på adelns och statens svaghet, och var ett direkt resultat av de samhälleliga och ekonomiska svåra förhållandena som följde i digerdödens spår. Den franska kronan var allvarligt skakad efter nederlaget vid Poitiers 1356 där hela armén utplånats och själve kungen, Johan II den gode, blivit tillfångatagen av engelsmännen. 

### Resningen
I stort antal drog bondeskarorna fram kring Somme, Oise och mellersta Seine, ledda av en Guillaume Callet. Från början kunde de härja relativt ostört, och ställde – enligt historieskrivarna – till med stora skador och begick oerhörda grymheter, men snart hade adeln samlat sig och gick till motangrepp. Upprorsledaren lurades av Karl av Navarra att delta vid förhandlingar, men när han kom, sattes han genast i bojor, torterades och dödades. Riddaridealet behövde inte appliceras på vanliga livegna bönder, ansåg man.
Trots att de upproriskas sak stöddes av borgarna i Paris, som samtidigt, under Étienne Marcels ledning, gjorde revolution mot adeln och konungamakten, och sände hjälptrupper till resningens assistans, så kunde bondeupproret slås ned vid Meaux 9 juni 1358, och det skedde i en fruktansvärd massaker på bonderebeller som inte bara förödade alla byarna runtomkring, men även lämnade staden Meaux (vars borgare hade deltagit på rebellernas sida) kvar som brinnande ruiner. Efter Meaux var resningen slagen och slut, men adeln fortsatte oförtröttligt med repressalierna och hela byar utplånades i hämndaktioner.

### Upplösning
Kronprins Karl, som regerade Frankrike emedan hans far Johan den gode satt i engelsk fångenskap, erbjöd rebellerna amnesti. Kronprinsen hade inte alls deltagit i det blodiga kväsandet av upproret, utan höll under tiden på att samla sina arméer mot Étienne Marcels uppror i Paris, och det faktum att han tog avstånd från adelns hårda tag mot bonderesningen, fick hans popularitet att växa så att stora skaror anslöt sig till kronprinsens sak.
Det var den största bonderesningen i Frankrikes historia före den stora skräcken under franska revolutionen. 